# Nowy Dzień (dziennik)
Nowy Dzień – ogólnopolski dziennik wydawany przez wydawnictwo Agora S.A. od 14 listopada 2005 do 23 lutego 2006. Jego redaktorem naczelnym był Jerzy Wójcik.
W zamyśle redaktorów dziennik miał być gazetą środka (tj. połączeniem dziennika opinii z tabloidem).
Wydawca założył, że dziennik stanie się rentowny na poziomie operacyjnym w 2008. W tym okresie Agora planowała ponieść wydatki gotówkowe w wysokości 60-80 mln zł. Spółka oszacowała, że „Nowy Dzień” zajmie miejsce w pierwszej trójce najlepiej sprzedających się dzienników w Polsce, a jego średnia sprzedaż tygodniowa będzie wynosić 250 tys. egzemplarzy.
Dziennik ukazywał się sześć dni w tygodniu, od poniedziałku do soboty. W numerze czwartkowym dołączany był program telewizyjny (gazeta była wówczas droższa). Pierwszy numer „Nowego Dnia” ukazał się na rynku 14 listopada 2005 w cenie jednego złotego; nakład wyniósł 812 180 egzemplarzy, natomiast sprzedaż 398 813 egzemplarzy.
W 2005 rozpowszechnianie płatne dziennika wyniosło 189 300 egzemplarzy przy nakładzie w wysokości 564 825 egzemplarzy. W 2006 rozpowszechnianie płatne spadło do 153 987 egzemplarzy (nakład: 417 040 egzemplarzy). Z powodu nieosiągnięcia pożądanego poziomu udziału w rynku zarząd Agory podjął w lutym 2006 decyzję o zaprzestaniu wydawania dziennika.

## Konflikt medialny
8 lipca 2005, w trakcie prac nad uruchomieniem gazety, Andreas Wiele, członek zarządu Axel Springer, wysłał do Wandy Rapaczyńskiej e-mail, w którym zniechęcał do wprowadzenia tego tytułu. Sugerował w nim, że współistnienie na rynku prasowym dwóch lub trzech tabloidów jest niemożliwe i niekorzystnie odbije się na sytuacji „Gazety Wyborczej”. Zapowiadał też, że Axel Springer będzie „bronić Faktu przed bezpośrednim konkurentem wszelkimi rozsądnymi i nierozsądnymi środkami, nawet jeśli będzie to oznaczało taki scenariusz, w którym każda ze stron może tylko przegrać”.
25 stycznia 2007 Sąd Gospodarczy w Warszawie wydał nieprawomocny wyrok, w którym stwierdził, że „była to ewidentna groźba”. Sąd orzekł, że niemiecki koncern naruszył prawo konkurencji i nakazał jego zarządowi pisemnie przeprosić Agorę i członków jej rady nadzorczej. Zasądził nadto 100 tys. zł na rzecz cmentarza na warszawskich Powązkach i pokrycie kosztów sądowych.